# Grubenpferd

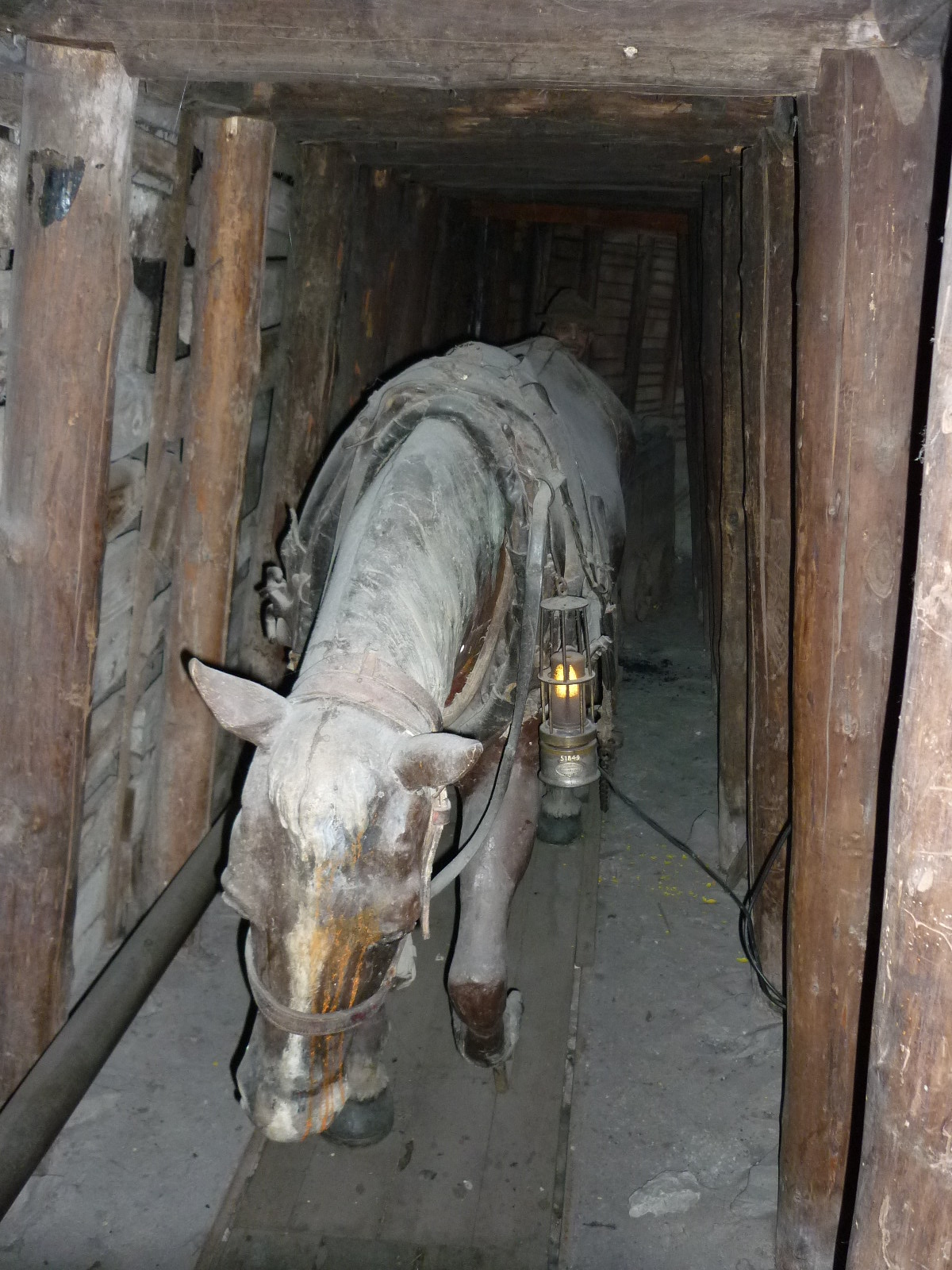
Nachbildung eines Grubenpferds im Deutschen Museum

Grubenpferde wurden im Bergbau sowohl im Tagebau als auch im Untertagebau zum Ziehen von Förderwagen zum Schacht oder anderen Umladestellen eingesetzt. Sie haben in den Bergbauregionen wesentlich zum industriellen Aufschwung beigetragen.

## Geschichtlicher Überblick

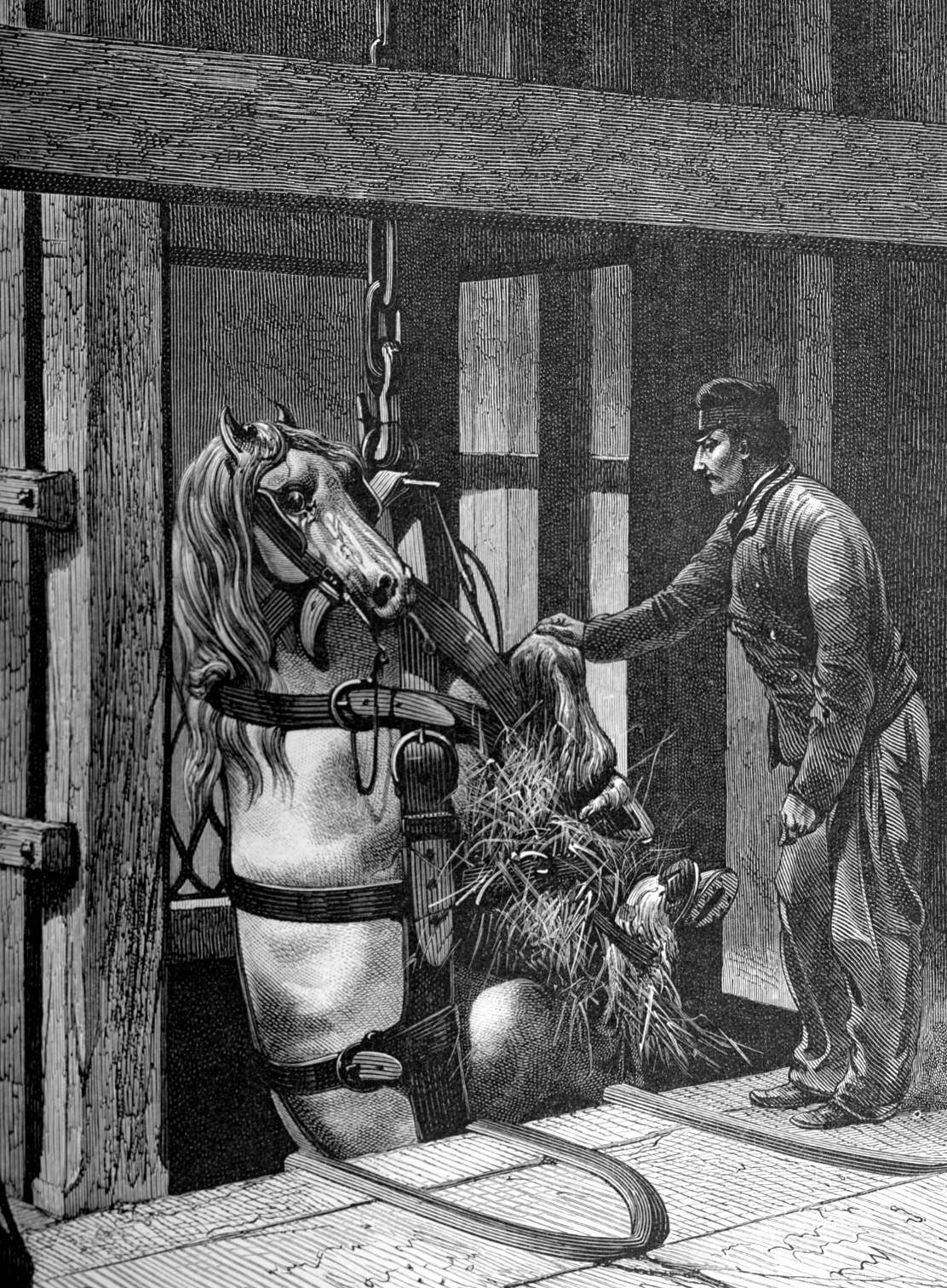
Zeichnung des Abseilvorgangs eines Grubenpferds nach unter Tage

Im deutschen Tagebau wurden Grubenpferde vermutlich ab dem 1. Jahrhundert mit Verwendung des Kummet in Europa eingesetzt. Ob Pferde im Tagebau außerhalb Deutschlands ebenfalls als Grubenpferde bezeichnet wurden, ist nicht belegt. Im deutschen Untertagebergbau wurden bis Mitte des 19. Jahrhunderts die Transporte von Material und Bergbauprodukten ausschließlich durch den Menschen, von so genannten Schleppern, vorgenommen. Mit steigendem Absatz durch die Industrialisierung sowie dem schnelleren Transport über Tage durch Pferde- und später durch Eisenbahnen wuchs der Bedarf, die Transportleistung über und unter Tage zu erhöhen. In England wurden bereits seit 1790 Pferde zum Transport unter Tage eingesetzt, in Deutschland erstmals 1835. Durch den Einsatz von Seil- und Kettenbahnen bzw. Lokförderung unter Tage endete ihr Einsatz als Kumpel in Deutschland Anfang der 1970er-Jahre.

### Britischer Bergbau
Im County Durham wurden ab 1790 erstmals nachweislich Pferde unter Tage eingesetzt. Die Spitze des britischen Einsatzes wurde im Jahre 1913 mit 70.000 Tieren erreicht. Die letzten Pferde wurden im britischen Bergbau etwa im Jahre 2000 außer Dienst gestellt.

### Saarbergbau
Im Jahre 1835 wurde in der Grube Gerhard und 1842 im Ensdorfer Stollen des Saarbergbaus erstmals die Pferdeförderung unter Tage eingeführt. Im Königlichen Kohlenrevier Saarbrücken wurden 1875 bereits 600 Pferde eingesetzt. Bis 1904 war die Anzahl bereits auf 1660 Tiere angestiegen. Die meisten von ihnen wurden unter Tage eingesetzt.

### Ruhrbergbau
In den rheinisch-westfälischen Gruben kamen ab 1840 Pferde unter Tage zum Einsatz. Ab 1850 wurden auf der Zeche Amalie und ab 1853 auf der Zeche Victoria Mathias Pferde eingesetzt. Von ihrem ersten Einsatz an nahm deren Verwendung rasant zu. So wuchs von 1878 auf der Zeche Dahlbusch deren Bedarf in acht Jahren auf 100 Tiere, die in Ställen unter Tage untergebracht wurden.

## Anzahl der eingesetzten Pferde unter Tage
- Großbritannien
  - 1914, 70.000 Pferde
  - 1937, 32.000 Pferde
  - 1957, 11.000 Pferde
  - 1980, 100 Pferde
  - 1984, 55 Pferde

Der tatsächliche Bestand dürfte ungleich höher gewesen sein; in den kleinen versteckt liegenden Privatgruben wurde dieser kaum erfasst.
- Oberbergamtsbezirke Dortmund, Breslau, Bonn
  - 1913, 11.788 Pferde
  - 1920, 5.257 Pferde
- Oberbergamtsbezirk Dortmund
  - 1913, ca. 8.000 Pferde
  - 1920, 3.712 Pferde
  - 1942, 1.005 Pferde
  - 1963, 22 Pferde
- Ibbenbüren
  - 1916, 98 Pferde
  - Ibbenbüren (Ostfeld)
    - 1922, 52 Pferde
    - 1936, 25 Pferde
- Saarland
  - 1875, 600 Pferde
  - 1910, 1.634 Pferde

## Rassen
Es wurden Ponys mit ruhigem Temperament eingesetzt, gutem Knochenbau und tiefem und geschlossenen Rumpf. In den Anfängen handelte es sich meist um Abkömmlinge regionaler Wildpferdbestände wie den Emscherbrüchern oder teilweise dem Fjordpferd. Die Widerristhöhe sollte nicht mehr als 1,50 m betragen. In den niedrigen Strecken wurden auch kleinere Ponys eingesetzt.

## Einsatz und Bedingungen im Tiefbau
In den Anfängen des Bergbaus wurde das Fördergut in Karren, Hunten oder Schlepptrögen befördert. Mit größer werdenden Entfernungen wurden in den 1850er Jahren zur Streckenförderung Pferde eingesetzt. Die durchschnittliche Lebensdauer eines Kohlebergbau-Maultiers betrug 1911 gerade einmal 3,5 Jahre, wohingegen es über Tage durchschnittlich 20 Jahre lebte.

### Unterbringung und Verpflegung

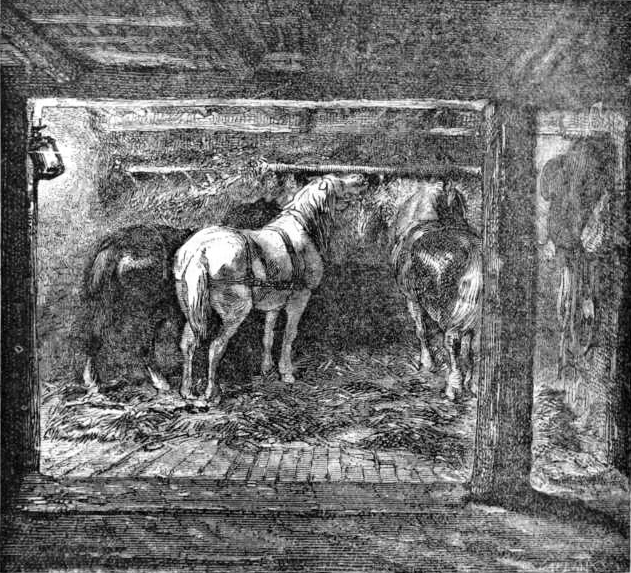
Pferdestall unter Tage in den Vereinigten Staaten

Die Pferde wurden zunächst am Schichtanfang mit in die Grube genommen und am Schichtende nach über Tage transportiert. Hierzu verwendete man Förderkörbe, in engen Schächten wurden die Pferde in Schlingen eingehängt. Später wurden unter Tage Sammelställe für 30 und mehr Pferde gebaut, in die die Pferde nach Schichtende untergestellt wurden. Diese verfügten über Frischluftzufuhr, elektrisches Licht und Wasserleitungen. Gefüttert wurde eine Mischung aus Hafer, Futterbrot, Heu und Streu. Grünfutter wurde in der Regel nicht verwendet. Das Grubenwasser war zum Tränken der Tiere nicht geeignet. In stillgelegten Strecken gab es Hilfs- oder Notställe, in denen die Tiere versorgt wurden und um sie, bei Doppelschichten, möglichst nahe der Arbeitsstelle unterzubringen. Diese Ställe verfügten weder über Licht noch Frischluft oder Wasserleitungen. Die klimatischen und räumlichen Bedingungen waren hier äußerst schlecht. Die Ställe wurden mit Sägemehl aus der Bearbeitung des Grubenholzes eingestreut. Zur Mäusebekämpfung wurden Katzen, in England auch Terrier eingesetzt.

### Ausrüstung
Zum Schutz vor elektrischen Drähten trugen die Pferde einen Ohrenschutz aus Gummi. In vielen, oftmals flachen Bergwerken wurde ihnen eine Lederkappe als Kopf- und Augenschutz angelegt. Es wurde einfaches Schleppgeschirr verwendet. Wegen möglicher Methangasexplosionen mussten Hufeisen über Tage geschmiedet und angepasst werden. Das Pferd wurde dann unter Tage kalt beschlagen.

### Krankheiten und Verletzungen
Die keineswegs artgerechte Haltung, eine hohe Belastung durch Doppelschichten, Wechsel von kalten und warmen Wetterströmen bei verschwitztem Fell und die Staubbelastung hatten Auswirkungen auf das Immunsystem der Tiere. Die häufigsten Krankheiten waren Druse, Rotz, Dämpfigkeit, Koliken, Räude und Bindegewebsentzündungen. Häufig hatten die Pferde unter Verletzungen durch herabhängende Drähte, Nägel und abgesplitterte Holzbalken sowie Quetsch- und Schürfwunden zu leiden. Eine Häufung von Erkrankungen an der Staublunge oder Erblindung durch die Dunkelheit oder den Kohlenstaub konnte nicht nachgewiesen werden. Erblindungen der Pferde wurden zumeist durch Verletzungen an Drähten und Nägeln hervorgerufen. Pferde, die erkrankten, und die unter Tage nicht ausreichend behandelt werden konnten, wurden zur Erholung auf die Weide bei Vertragsbauern geschickt. Um sich wieder an das Tageslicht zu gewöhnen, wurden ihnen spezielle Brillen aufgesetzt, die jeden Tag ein wenig mehr Licht an das Auge ließen.

## Eigentümer
Die Pferde waren in den meisten Fällen nicht das Eigentum der Gruben, sondern gehörten Verleihfirmen. Diese stellten die für den Betrieb notwendigen Tiere zur Verfügung. So verfügte die Firma Bischoff aus Gelsenkirchen im 19. Jahrhundert alleine über einen Bestand von 13.000 Tieren. Die Zechen kamen für verletzte, lahme und kranke Tiere auf. Todesfälle durch Seuchen und einige Krankheiten wurden vom Staat entschädigt. Die Bekämpfung von Rotz war Sache der Zechen. Der Verleiher stellte Geschirr, Futter und Medikamente zur Verfügung. Die Arbeitszeiten der Tiere wurden vertraglich festgelegt. Diese sollte eine Schicht am Tag und 27 Schichten im Monat betragen. Da die Betreuung durch die Zechen vorgenommen wurde und die Anzahl der eingesetzten Tiere sehr groß war, war eine umfassende Überprüfung kaum möglich. Im Saarland wurde ab 1893 die Pferdeförderung durch die Gruben vorgenommen. Hierdurch hatten Misshandlungen der Tiere abgenommen, Doppelschichten wurden reduziert, Prämien für Unverletztheit und gutes Aussehen der Pferde wurden gezahlt. Im Gegenzug blieben die Pferde längere Zeit arbeitsfähig.

## Tierschutz
Mit Beginn des 20. Jahrhunderts wurden bergpolizeiliche Vorschriften zur Pferdeförderung erlassen. In vielen Zechen wurden daraufhin  Zehn Gebote zur Unfallverhütung für Pferdeführer aufgestellt, die den Umgang mit den Tieren während der Arbeit regelten. Im Jahr 1933 trat ein neues Tierschutzgesetz in Kraft. Hiernach hätte jedes Pferd nach zwei Jahren ausgewechselt oder eine Erholung über Tage erhalten müssen. Zumindest während des Zweiten Weltkriegs war die Umsetzung eher fraglich. Die untertägigen Arbeitsabläufe und Produktionsprozesse für Mensch und Tier sind mit heutigen Maßstäben an Arbeits- und Tierschutz nicht zu vergleichen. Die Arbeitsbedingungen der Bergleute waren kaum besser.

## Futtsack
Im Ruhrgebiet und am Niederrhein wurde der Futtersack zu Futtsack verkürzt. Später entstand daraus die Redewendung „da is Futtsack dran“ für knifflige Situationen. Wenn etwas nicht funktionierte, wenn Unruhe oder Probleme im Schacht auftraten, bekamen die Grubenpferde zur Beruhigung den Futtersack umgehängt.

## Die letzten Grubenpferde

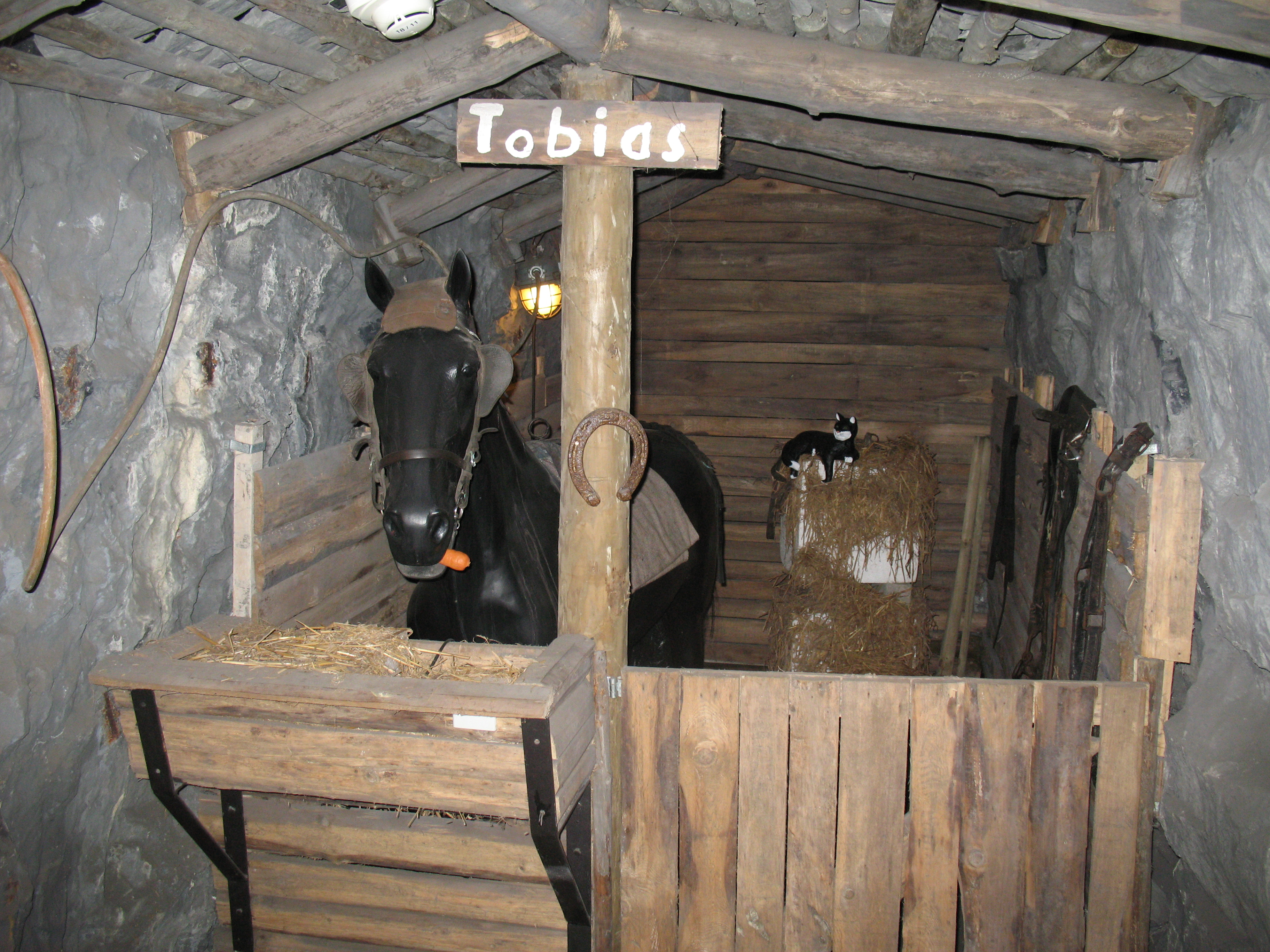
Rekonstruierter Grubenpferdstall im Deutschen Bergbaumuseum

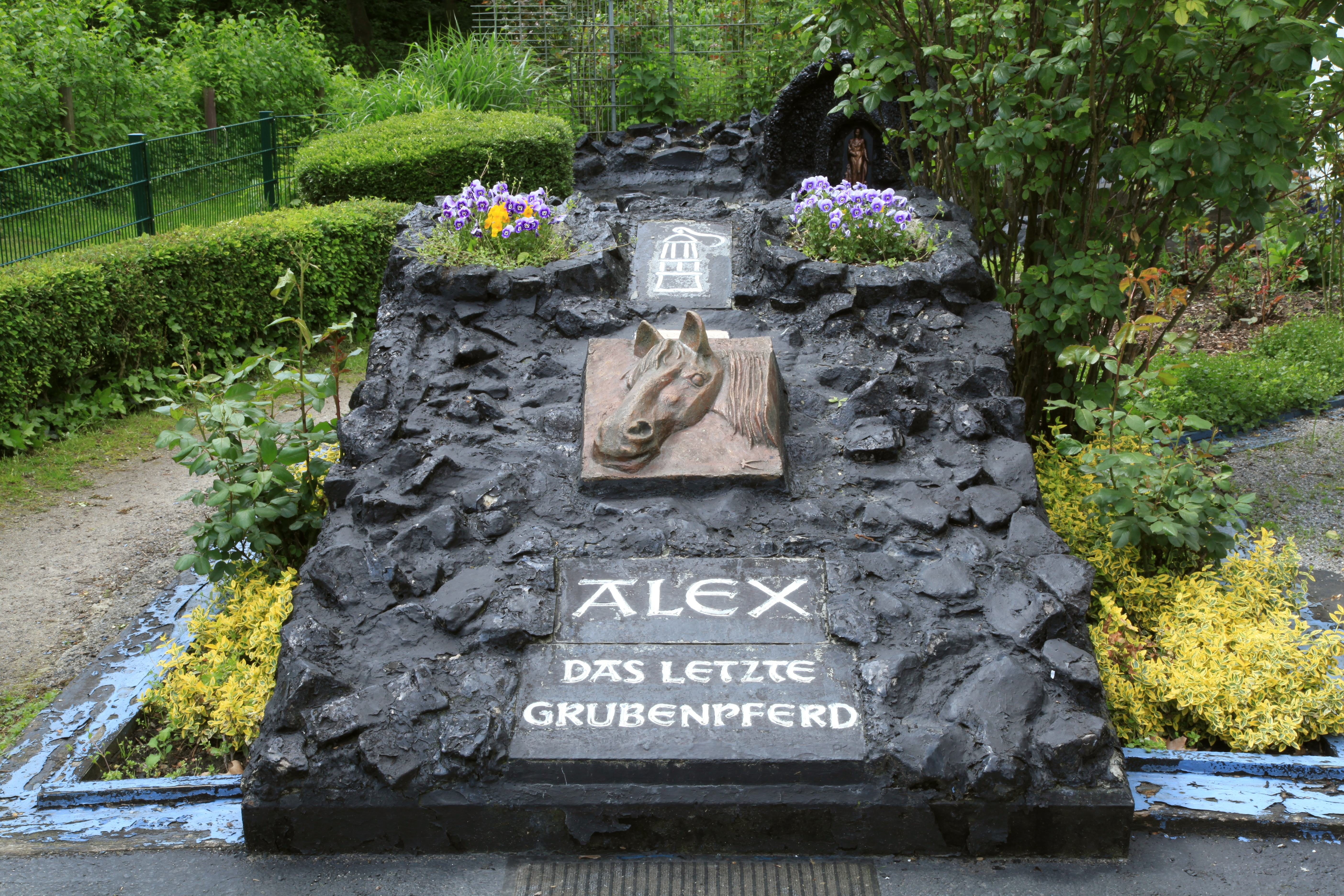
Gedenkstätte des letzten Grubenpferds der Zeche Hugo in Gelsenkirchen

In den Bergwerken wurden durch die fortschreitende Modernisierung die Tiere überflüssig.
Großbritannien
Mit Produktionsende in den Gruben wurden vor dem Zweiten Weltkrieg zahlreiche Pferde unter Tage erschossen. Das National Coal Board errichtete in Pontypridd in den 1960er Jahren ein Erholungszentrum für Pferde, hier waren 2003 noch etwa 10 Pferde untergebracht. 1994 verließen die letzten vier Ponys das Bergwerk Ellington bei Morpeth in Northumberland, im Jahre 2000 wurden noch vereinzelte Grubenponys aus Privatbergwerken entlassen.
Deutschland
1955 verließ das letzte Pferd die Zeche Westerholt, im Jahre 1957 fuhr das Grubenpferd Hugo im Ibbenbürener Westfeld nach „über Tage“ und 1959 wurde auf der Zeche Ewald der Förderbetrieb mit Pferden eingestellt. Am 22. Juni 1966 verließ Tobias, als eines der letzten Grubenpferde im Ruhrbergbau, nach zwölf Jahren Dienst unter großer medialer Teilnahme die Recklinghäuser Zeche General Blumenthal. Bis zu seinem Tod 1970 lebte der Wallach auf einem Bauernhof. Seit 1995 erinnert ein Modell des Tieres im Anschauungsbergwerk des Deutschen Bergbaumuseums in Bochum an Tobias, der zum Symbol für die Grubenpferde geworden ist.
Als letztes Grubenpferd im Ruhrbergbau und in Deutschland verließ der Schimmel-Wallach Seppel zwei Monate nach Tobias die Bochumer Zeche Lothringen, ohne mediale Beteiligung. Seppel erhielt sein Gnadenbrot in Lüdinghausen.
Auf einigen kleineren Gruben Westdeutschlands wurden Pferde im Tagesförderbetrieb noch bis Anfang der 1970er Jahre eingesetzt, so z. B. auf der Grube Wolkenhügel in Bad Lauterberg im Harz.
Wie lange Grubenpferde im Tagebau eingesetzt wurden, ist derzeit nicht belegt.
Schweiz
In der Schweiz wurden Pferde im Asphaltbergwerk La Presta bis 1973 eingesetzt. Sie zogen einen Zug von acht Loren auf einem leicht talwärts führenden Gleis aus dem Stollen des Bergwerks. Die Stallungen befanden sich übertags.

## Einfluss auf Literatur, Musik und Film
Auswahl:
- Die kleinen Pferdediebe, Kinofilm, 1976
- Das Grubenpferd, Gedicht von Paul Zech
- Die Ballade von einem blinden Grubenpferd, Vertonung des Gedichts von Carved in Stone
- Hänschen in der Grube, Kinderbuch von Hans Baumann, 1957
- Pit Pony bei IMDb
- Die kleinen Pferdediebe bei IMDb